# Brachyta interrogationis
Brachyta interrogationis là một loài bọ cánh cứng thuộc phân họ Lepturinae, trong họ Cerambycidae. Loài này phân bố ở Áo, Cộng hòa Séc, Phần Lan, Pháp, Đức, Ý, Nauy, Ba Lan, Nga, Slovakia, Thụy Điển, Thụy Sĩ. Thức ăn của bọ cánh cứngtrưởng thành là flowers của wood cranesbill.

## Hình ảnh

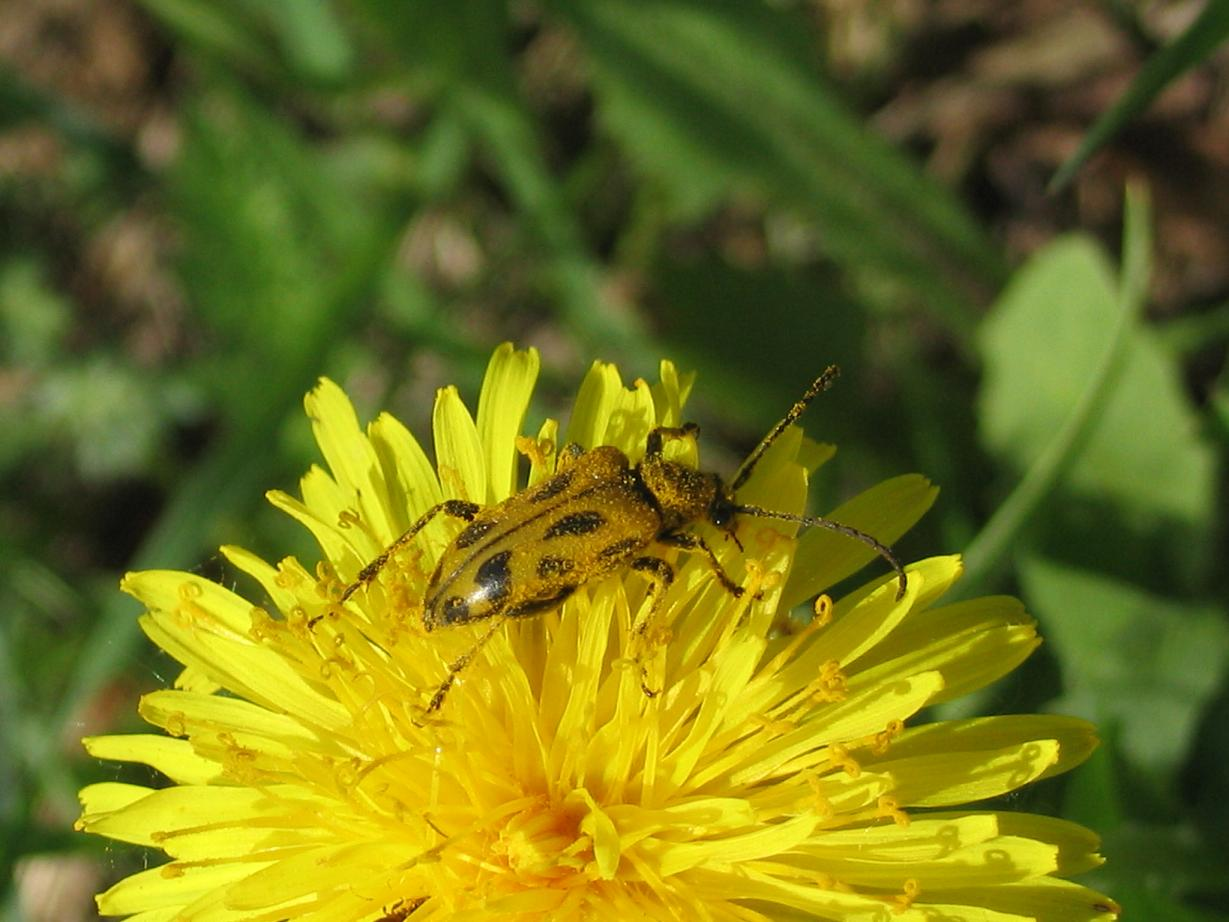
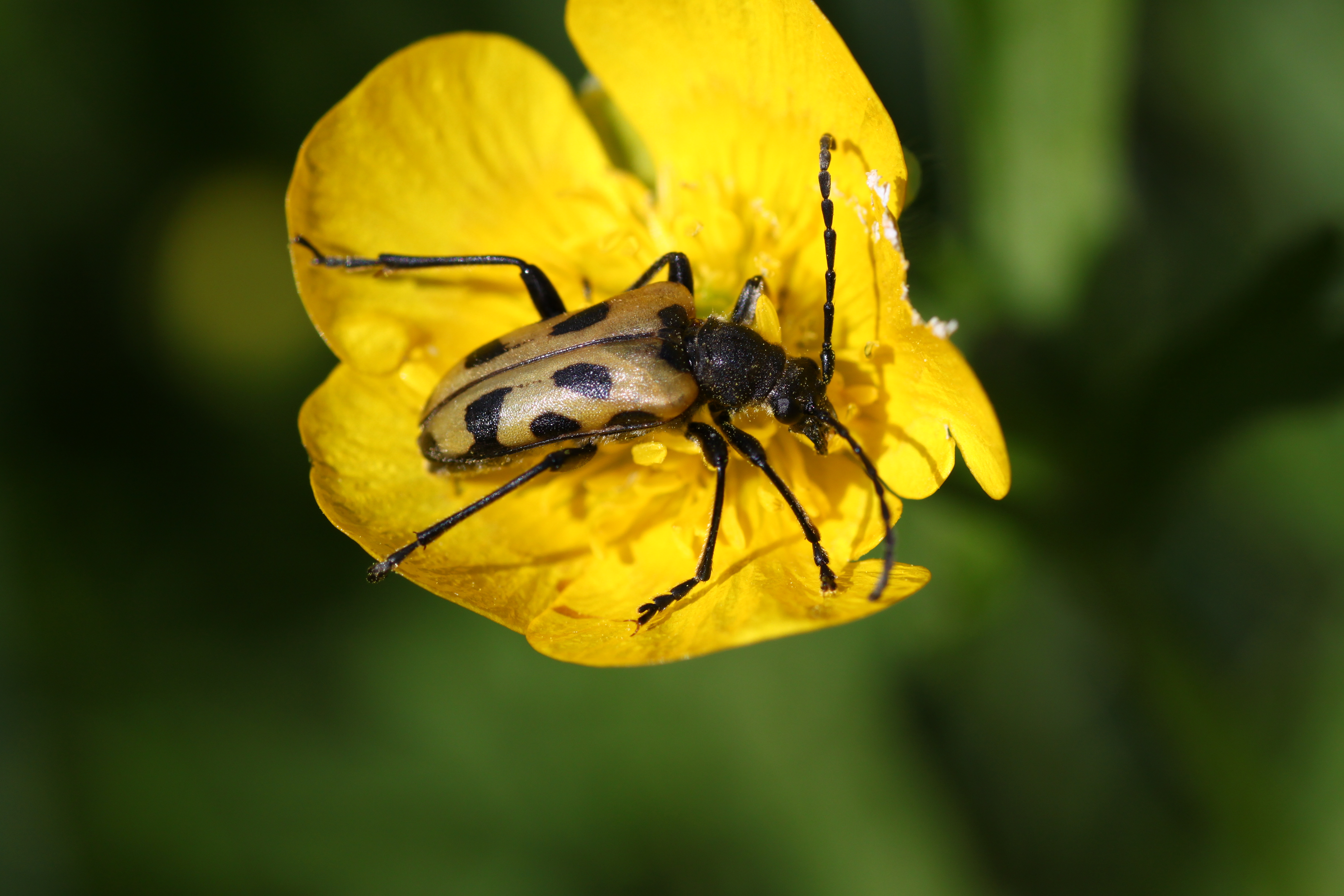
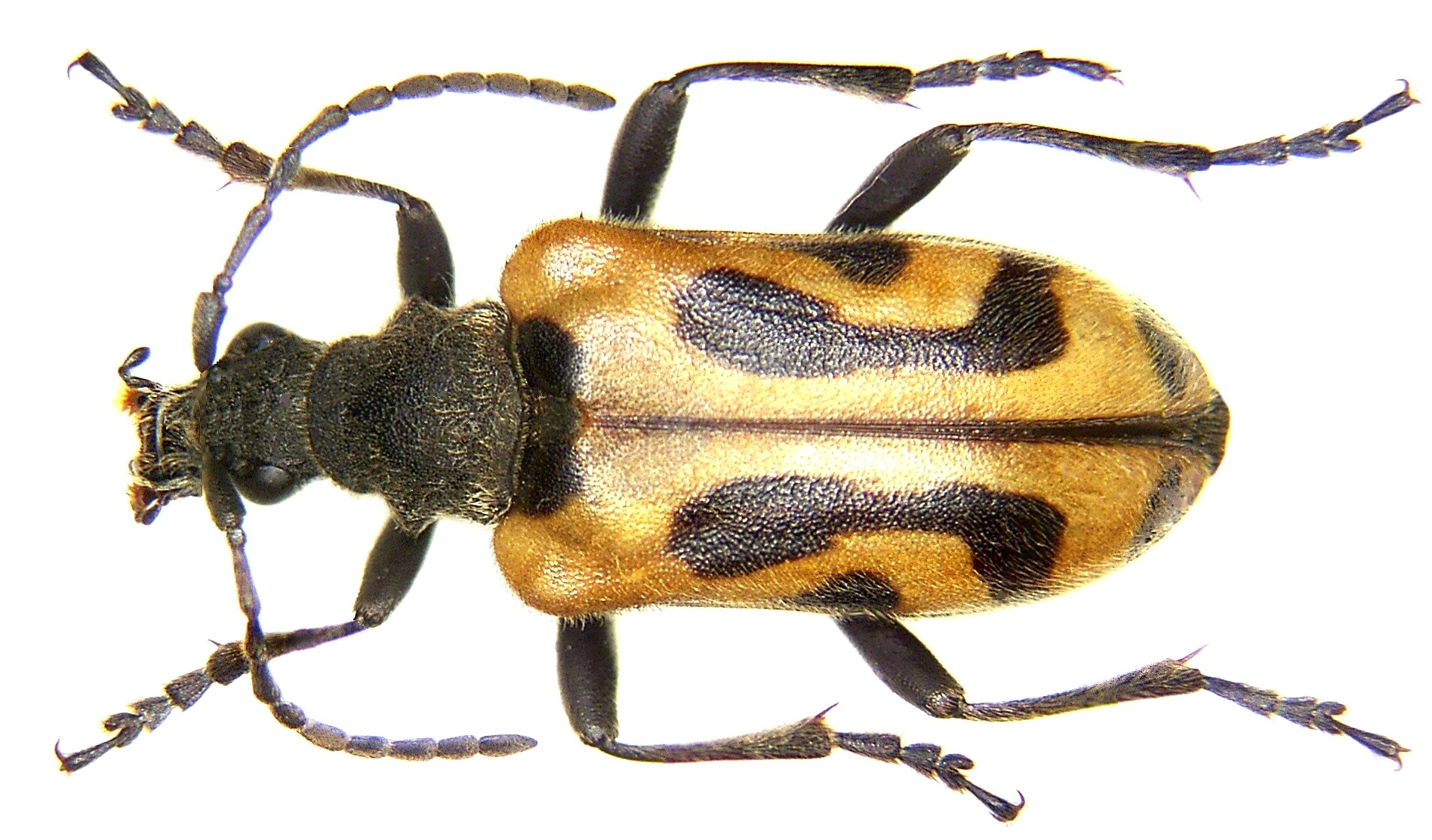
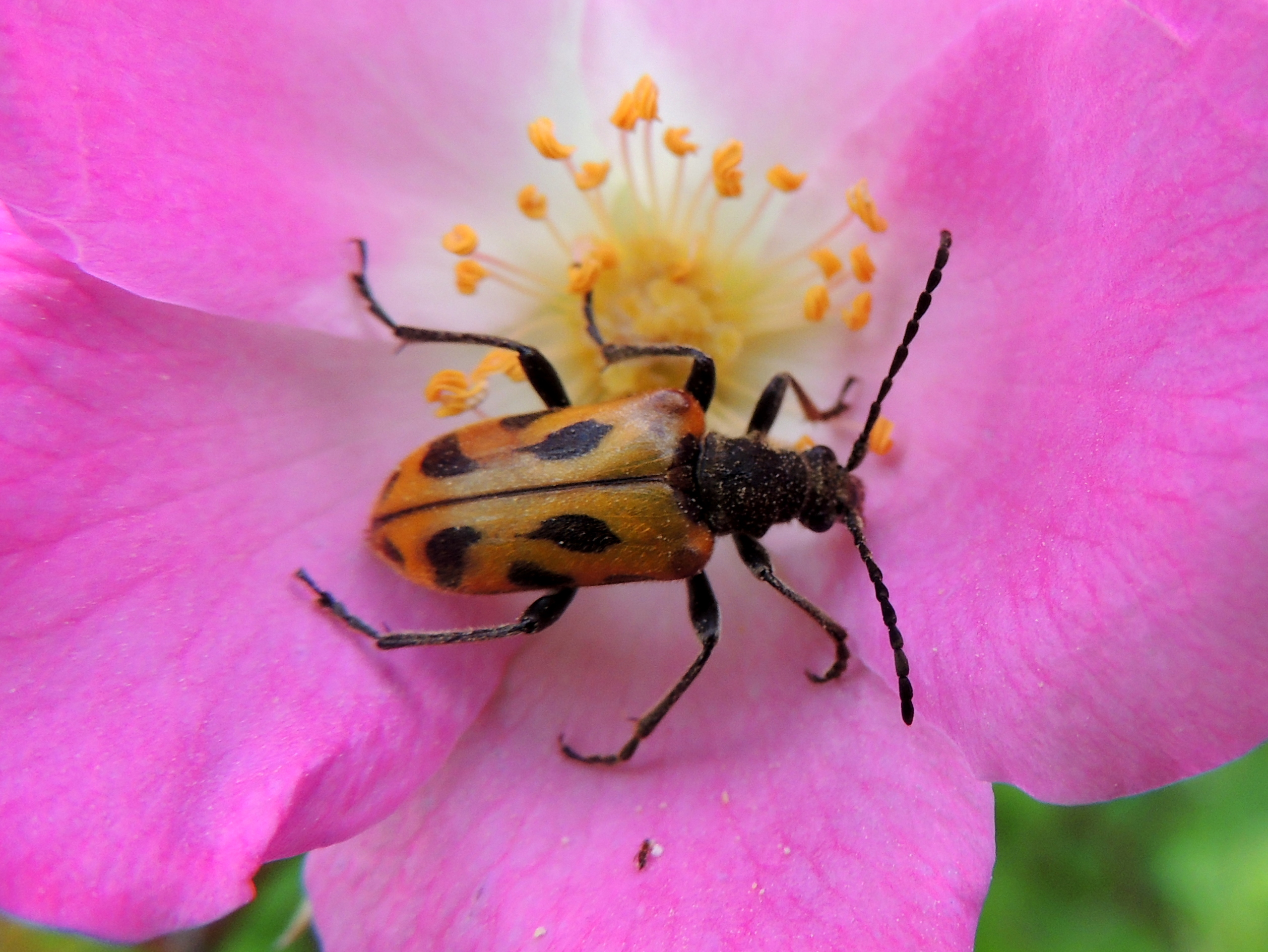

## Subtaxa
There is one varietet in species:
- Brachyta interrogationis var. biquadrisignata Pic